# Johanna Weber

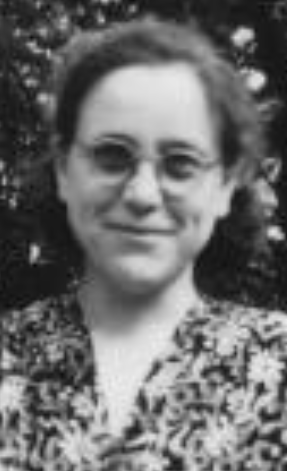
Johanna Weber (1948)

Johanna Salome Weber (* 8. August 1910 in Düsseldorf; † 24. Oktober 2014 in Ewshot, Hampshire) war eine deutsch-britische Mathematikerin, die sich vor allem auf dem Gebiet der Aerodynamik einen Namen machte und u. a. an der Entwicklung des Überschallflugzeugs Concorde maßgeblich mitwirkte.

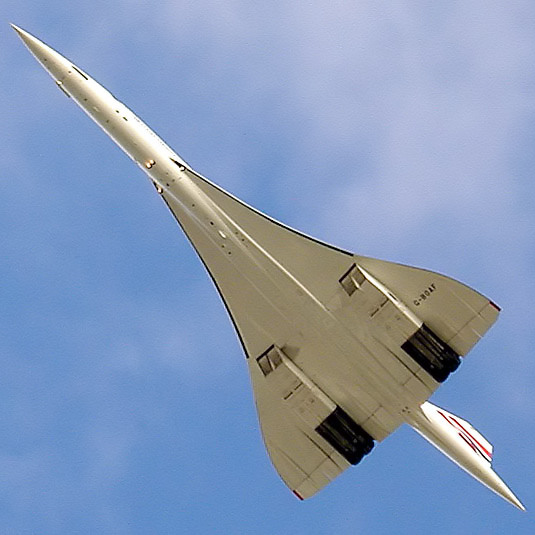
Concorde der British Airways

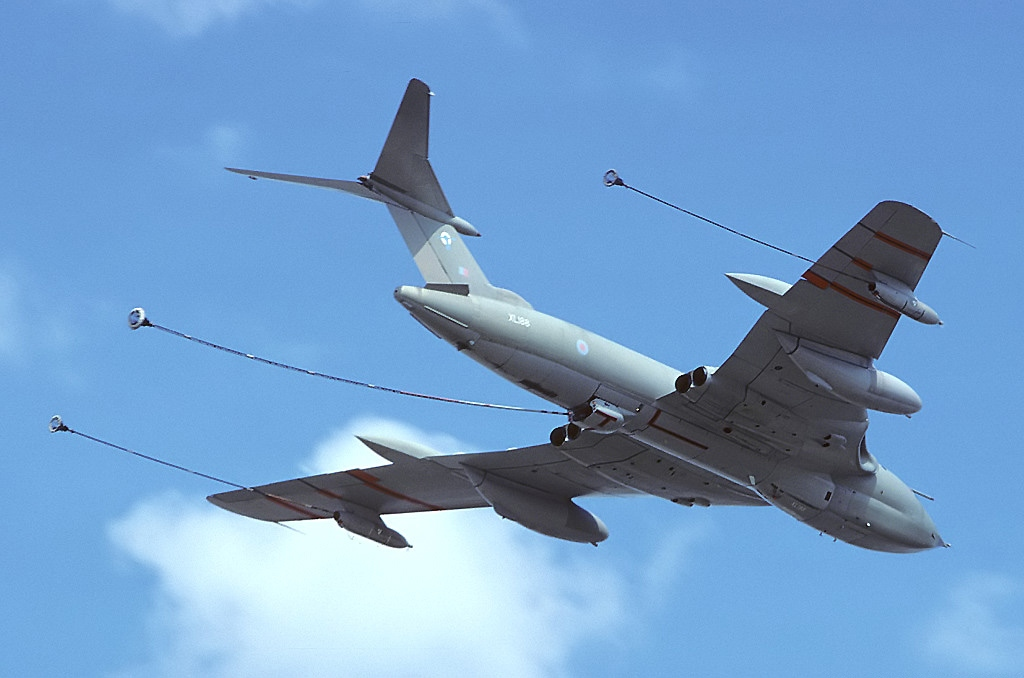
Handley Page HP-80 Victor K2

## Leben
Johanna Weber stammte aus armen bäuerlichen Verhältnissen in Malmedy. Ihre Eltern zogen nach Düsseldorf um, bevor sie geboren wurde, und bekamen nach ihr noch eine weitere Tochter. Ihr Vater fiel bereits im November 1914 als Soldat. Weber besuchte eine Klosterschule, wo ihre bemerkenswerten mathematischen Fähigkeiten sofort auffielen. Nach erfolgreichem Abschluss nahm Johanna Weber ein Studium der Chemie, Mathematik und Physik fürs Lehramt an der Universität zu Köln auf. Nach einem Jahr beschloss sie jedoch, sich fortan ausschließlich auf die Mathematik zu konzentrieren und wechselte an die Universität Göttingen, deren mathematische Fakultät einen überragenden Ruf genoss. Nachdem sie 1935 zum Dr. rer nat. promoviert worden war, folgten noch weitere zwei Jahre Ausbildung an einem Lehrerseminar. Allerdings versperrte ihr die Weigerung, in die NSDAP einzutreten, den Zugang zum Lehrerberuf. Um ihre Mutter und ihre gebrechliche Schwester unterstützen zu können, trat sie eine Stellung als Ballistikerin bei den Kruppschen Rüstungsfabriken in Essen an. Allerdings war sie für diese Stelle deutlich überqualifiziert.
Kurz vor Ausbruch des Zweiten Weltkrieges Ab 1939 wechselte sie zur Aerodynamischen Versuchsanstalt Göttingen (AVA) der Kaiser-Wilhelm-Gesellschaft in Göttingen, das von Albert Betz in Nachfolge von Ludwig Prandtl geleitet wurde. Hier lernte sie den gleichaltrigen Dietrich Küchemann und dessen Ehefrau kennen; er war dort seit 1936 beschäftigt. Dies wurde der Beginn einer lebenslangen freundschaftlichen und überaus erfolgreichen Zusammenarbeit. Beide ergänzten sich sehr gut in wissenschaftlicher Hinsicht. Während ihm das schnelle Erfassen physikalischer Zusammenhänge und ein hervorragendes räumliches Denken nachgesagt wurden, war es die (nach eigenem Bekunden) eher schüchterne Johanna Weber, die in aller Stille die wissenschaftlichen Experimente und mathematischen Berechnungen vornahm. Folglich war es auch der charismatische Küchemann, der offiziell die Leitung der Projekte innehatte und die Forschungsergebnisse im Hochschulbereich, aber auch in der Industrie, vertrat. Zwischen 1940 und 1945 schrieben Küchemann und Weber 30 hochkarätige wissenschaftliche Arbeiten für die Zentrale für Wissenschaftliches Berichtswesen der Luftfahrtforschung (ZWB). Nach dem Krieg wurden sie großenteils ins Englische übersetzt. Über ihre wissenschaftliche Zusammenarbeit hinaus teilten Weber und Küchemann auch ihre tiefsitzende Abneigung gegen den Nationalsozialismus.
Nach Kriegsende gehörte Göttingen zur britischen Besatzungszone; die Briten bemühten sich in der Folge im Rahmen der Operation Surgeon (dem britischen Pendant zur amerikanischen Operation Paperclip) um die Wissenschaftler der Aerodynamischen Versuchsanstalt und boten ihnen Halbjahresverträge am Royal Aircraft Establishment (RAE) in Farnborough an. Nach anfänglichem Widerstreben schlug Küchemann auf das Angebot ein, und im August 1947 folgte auch Weber, womit sie die einzige weibliche deutsche Wissenschaftlerin am RAE war. Obwohl offiziell als „enemy alien“ geltend, fühlte sich Weber doch bald in ihrer neuen Umgebung wohl. 1953 erhielt sie die britische Staatsbürgerschaft. Weber arbeitete auch weiterhin mit Küchemann zusammen. Beide waren zunächst an der Entwicklung des Atomwaffenträgers Handley Page Victor beteiligt und entwarfen dessen Pfeilflügel. 1953 erschien ihr gemeinsames Buch Aerodynamics of Propulsion.
Beide gehörten seit 1956 zu dem britisch-französischen Entwicklungsteam für ein Überschallpassagierflugzeug, das als Concorde 1969 seinen Erstflug hatte; gemeinsam mit Küchemann und dem britischen Ingenieur Eric Maskell entwarf sie die Formgebung und steuerte die mathematischen Grundlagen bei. Nach der Arbeit für die Concorde war Weber an der Formgebung des ersten Airbus A300B beteiligt.
Johanna Weber wohnte seit 1953 in einer eigenen Wohnung im Haus der Familie Küchemann in Farnham und erwarb 1961 das Nachbarhaus, das sie dann nahezu 40 Jahre lang bewohnte. 1975 ging sie in den Ruhestand, vollendete aber noch nach Küchemanns plötzlichem Tod 1976 das gemeinsame Standardwerk The Aerodynamic Design of Aircraft, in dem sie allerdings ausdrücklich nicht als Coautorin erwähnt werden wollte. Danach jedoch äußerte sie (1978): „Nach Fertigstellung des Buches sagte ich der Aerodynamik für immer Lebewohl, denn vom menschlichen Standpunkt aus betrachtet, war mein Leben in zu engen Bahnen verlaufen.“ In der Folgezeit nahm die zuvor so introvertierte Johanna Weber mehr am gesellschaftlichen Leben teil und fand neue Freunde, nicht zuletzt solche, die ebenso wie sie aus Deutschland eingewandert waren. Auch mit den Kindern und Enkeln der Küchemanns pflegte sie freundschaftlichen Umgang. Die letzten Jahre verbrachte sie in einem Altersheim im nahegelegenen Ewshot, wo sie mit 104 Jahren 2014 starb.
Für die Royal Aeronautical Society schrieb John Green in einem Nachruf: „Johanna Weber legte […] gemeinsam mit ihrem Kollegen Dietrich Küchemann die Grundlagen für die weltweit führende Position Großbritanniens beim aerodynamischen Flügeldesign von Verkehrsflugzeugen […] Ohne ihre Beiträge wären die Airbus-Flugzeuge nicht so wirtschaftlich erfolgreich gewesen, und den heutigen Industriegiganten Airbus würde es so vermutlich gar nicht geben.“

## Schriften (Auswahl)
- mit Dietrich Küchemann: Das Einlaufproblem bei Triebwerksverkleidungen. Göttingen, 20. Dezember 1942. Digitalisat
- mit Dietrich Küchemann: Über die Strömung an ringförmigen Verkleidungen. Insgesamt 12 Teile. Göttingen, ab 13. Juni 1940. Digitalisat von Teil V. Digitalisate der englischen Übersetzungen von Teil I, II, VI, VIII und IX (1952)
- Application of theory of incompressible flow around a swept wing at high subsonic mach numbers. Ministry of Supply, London 1948.
- mit Dietrich Küchemann: Annular bodies of infinite length with circulation for smooth entrance. National Advisory Committee for Aeronautics, Washington, D.C., 1951.
- mit Dietrich Küchemann: Aerodynamics of propulsion. McGraw-Hill, New York 1953.
- mit J. A. Lawford: The reflection effect of fences at low speeds. HMSO, London 1954 [erschienen] 1956.
- mit Dietrich Küchemann und G. G. Brebner: Low speed tests on 45 deg swept-back wings.HMSO, London 1958.
- General relativity and gravitational waves. Interscience, New York 1961.
- Dietrich Küchemann: The aerodynamic design of aircraft. A detailed introd. to the current aerodynamic knowledge and pract. guide to the solution of aircraft design problems. Pergamon Press, Oxford 1978.